# Gagea menitskyi
Gagea menitskyi är en liljeväxtart som beskrevs av Igor Germanovich Levichev. Gagea menitskyi ingår i Vårlökssläktet och i familjen liljeväxter. Inga underarter finns listade.